# Palazzo Spada

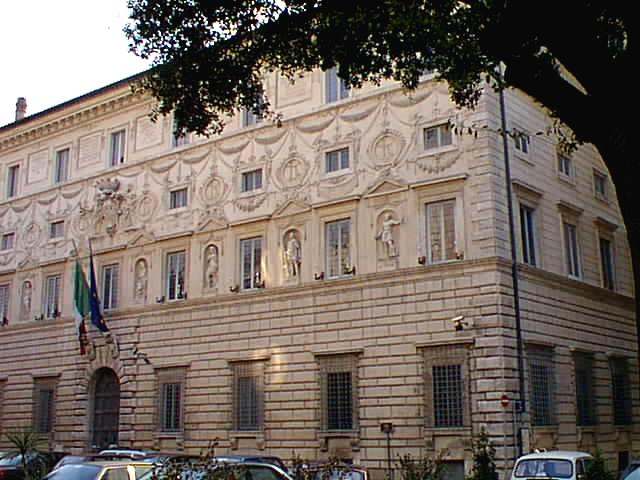
Gevel van het Palazzo Spada

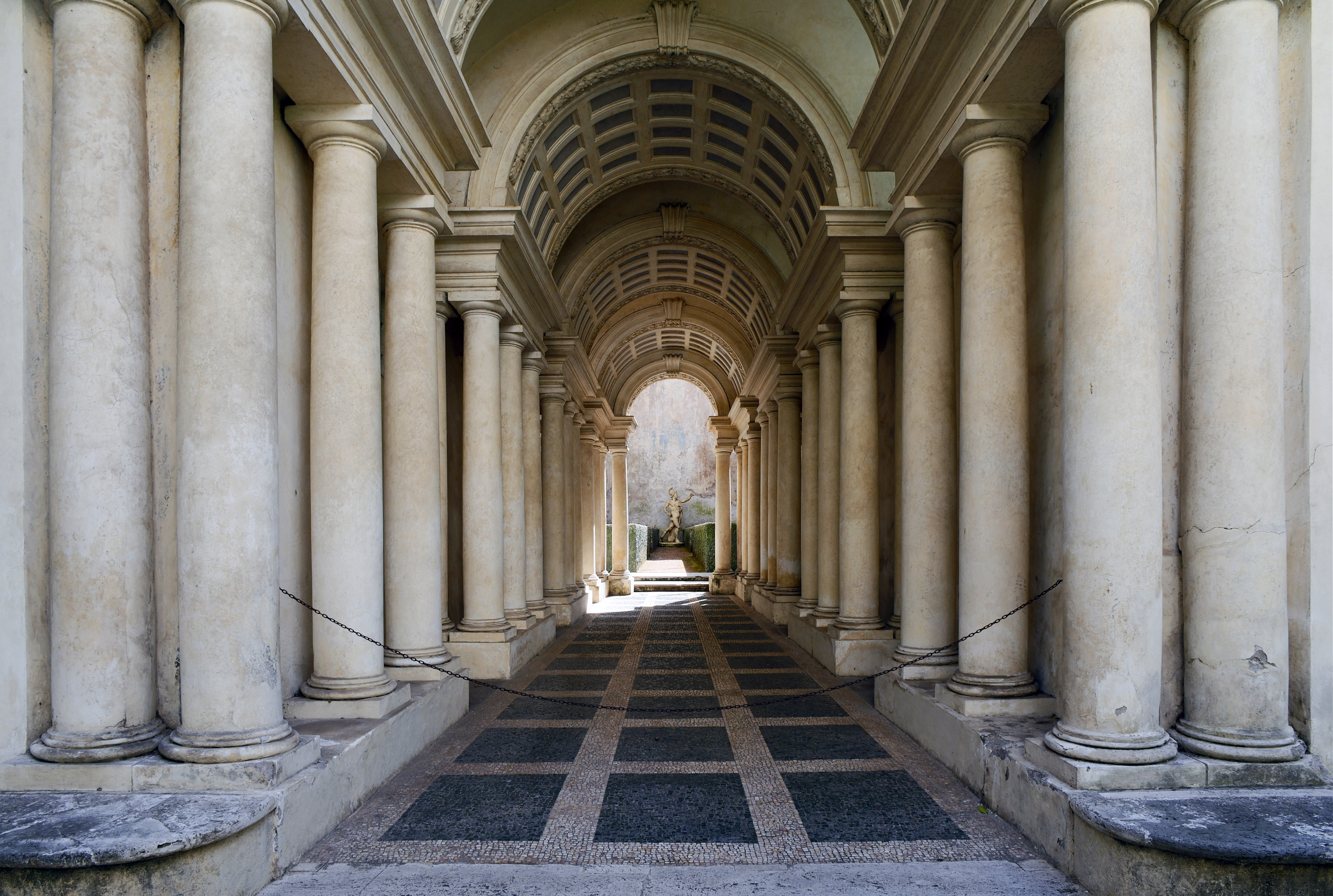
Tuingang van het Palazzo Spada

Palazzo Spada is een bouwwerk gelegen op de Piazza Capodiferro 3 te Rome.

## Geschiedenis
Het bouwwerk werd midden de 16de eeuw gebouwd in opdracht van kardinaal Girolamo Capodiffero. De architecten Giulio Merisi, Giulio Mazzoni en Girolamo da Carpi stonden in voor de bouw.  Het werd verbouwd door Francesco Borromini toen het gebouw in 1631 verkocht werd kardinaal Bernardino Spada. Het gebouw diende voor de kunstverzameling van de Familie Spada zowel Bernardino als zijn broer Virginio Spada als Fabrizio Spada als de erfenis van Orazio Spada brachten kunstwerken aan.  Toen de Italiaanse staat het gebouw in 1927 kocht brachten zij de Raad van State er in onder.
Momenteel huist het museum Galleria Spada in het gebouw

## Externe link

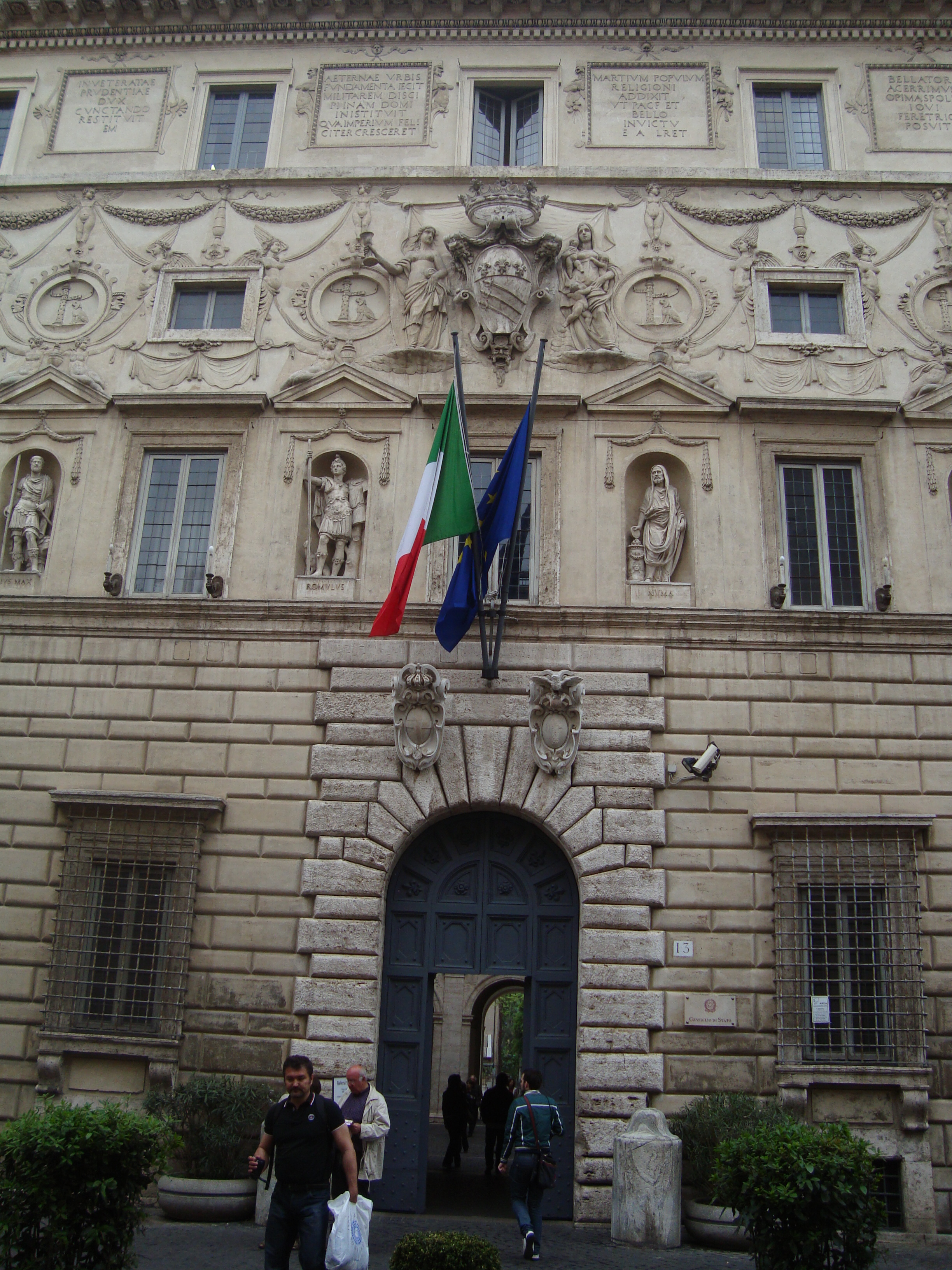
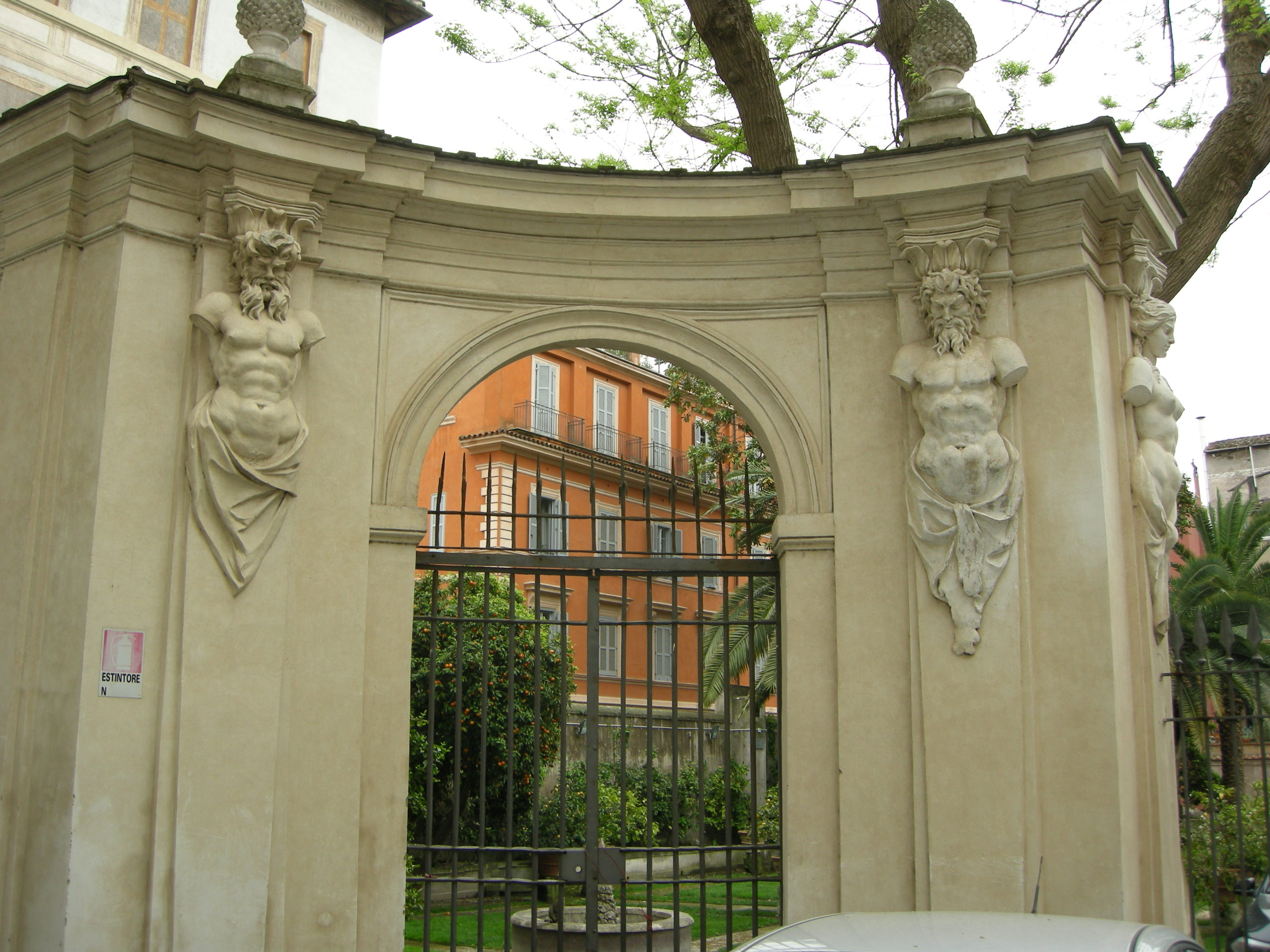
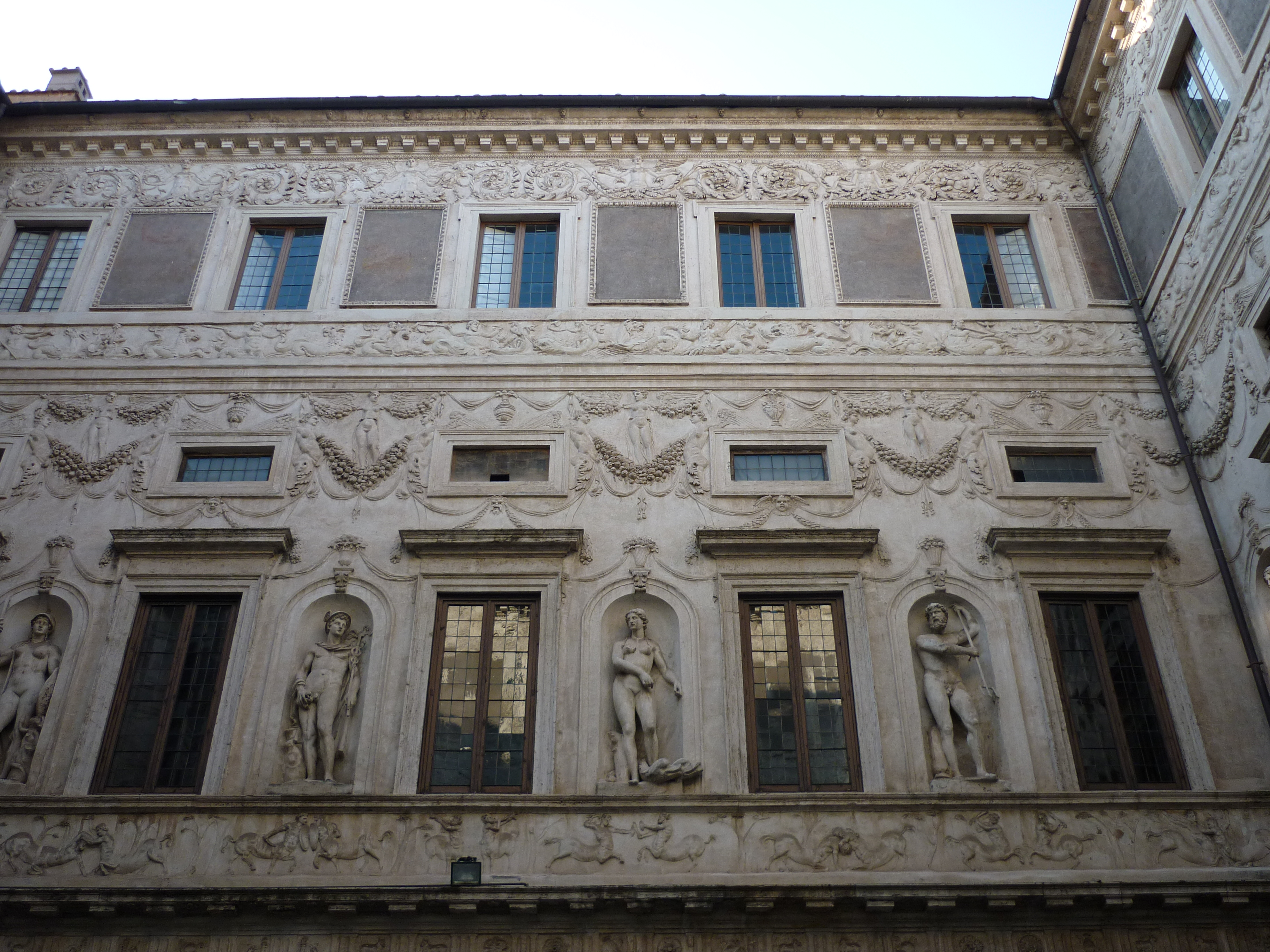
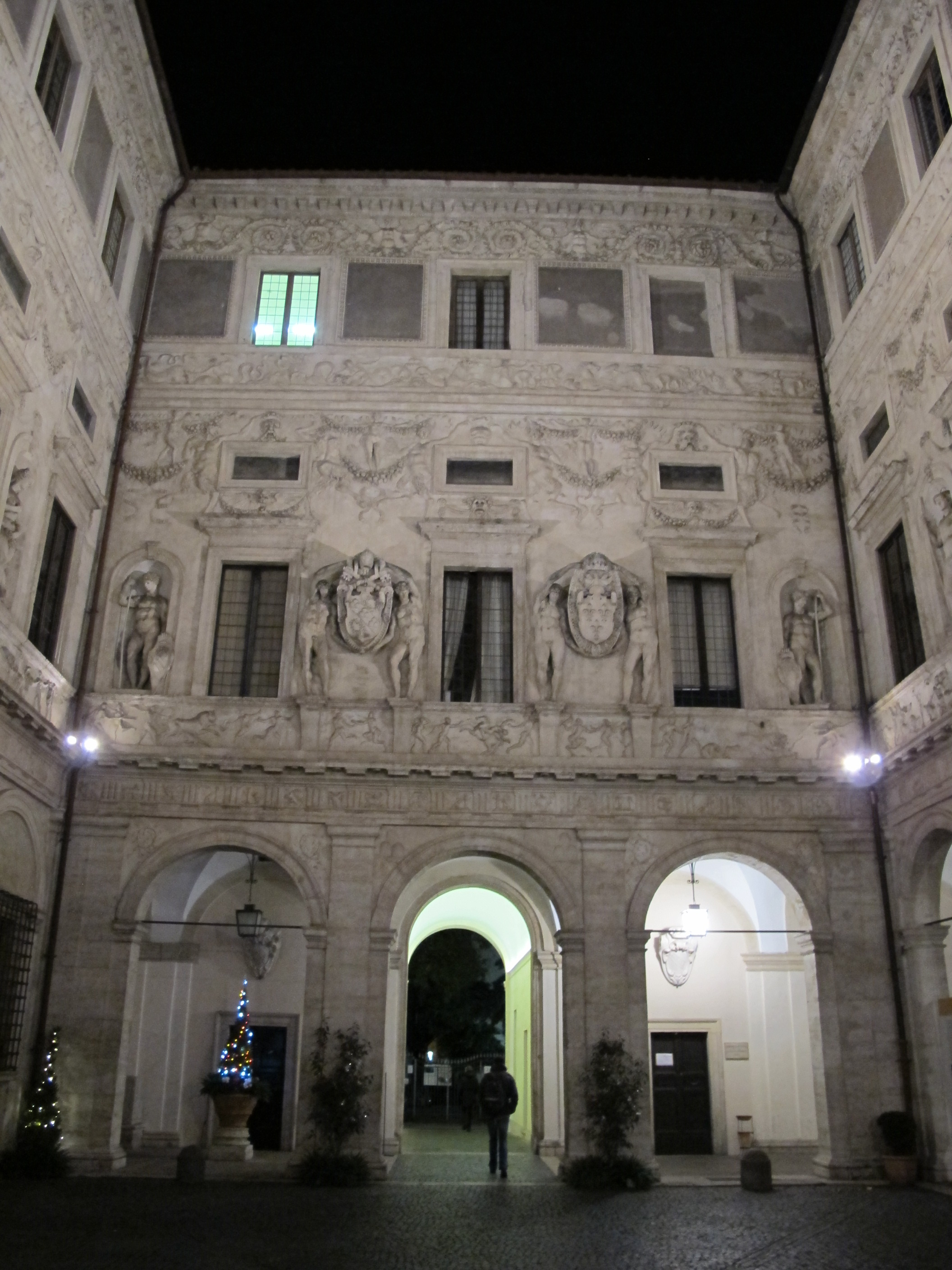
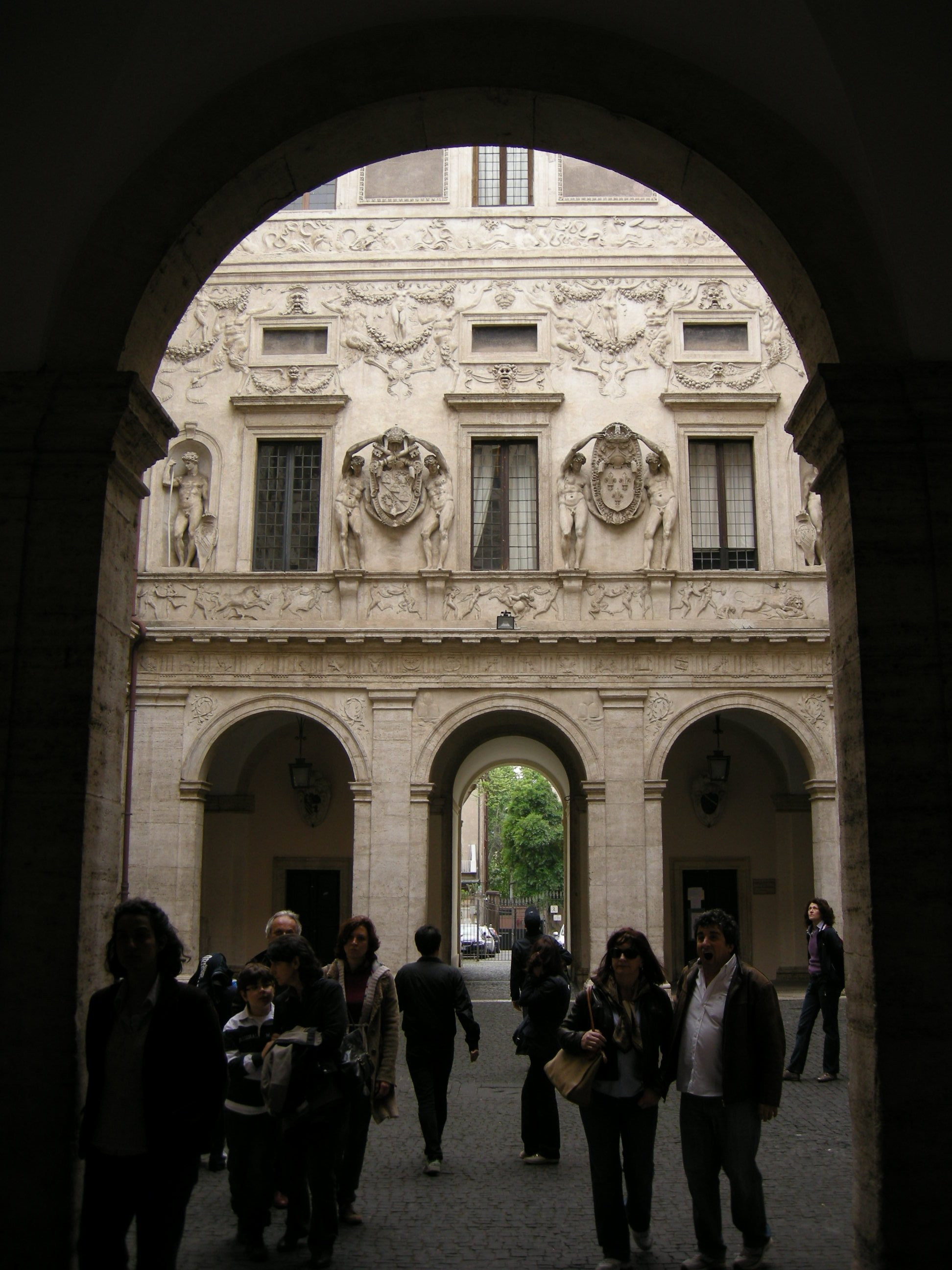
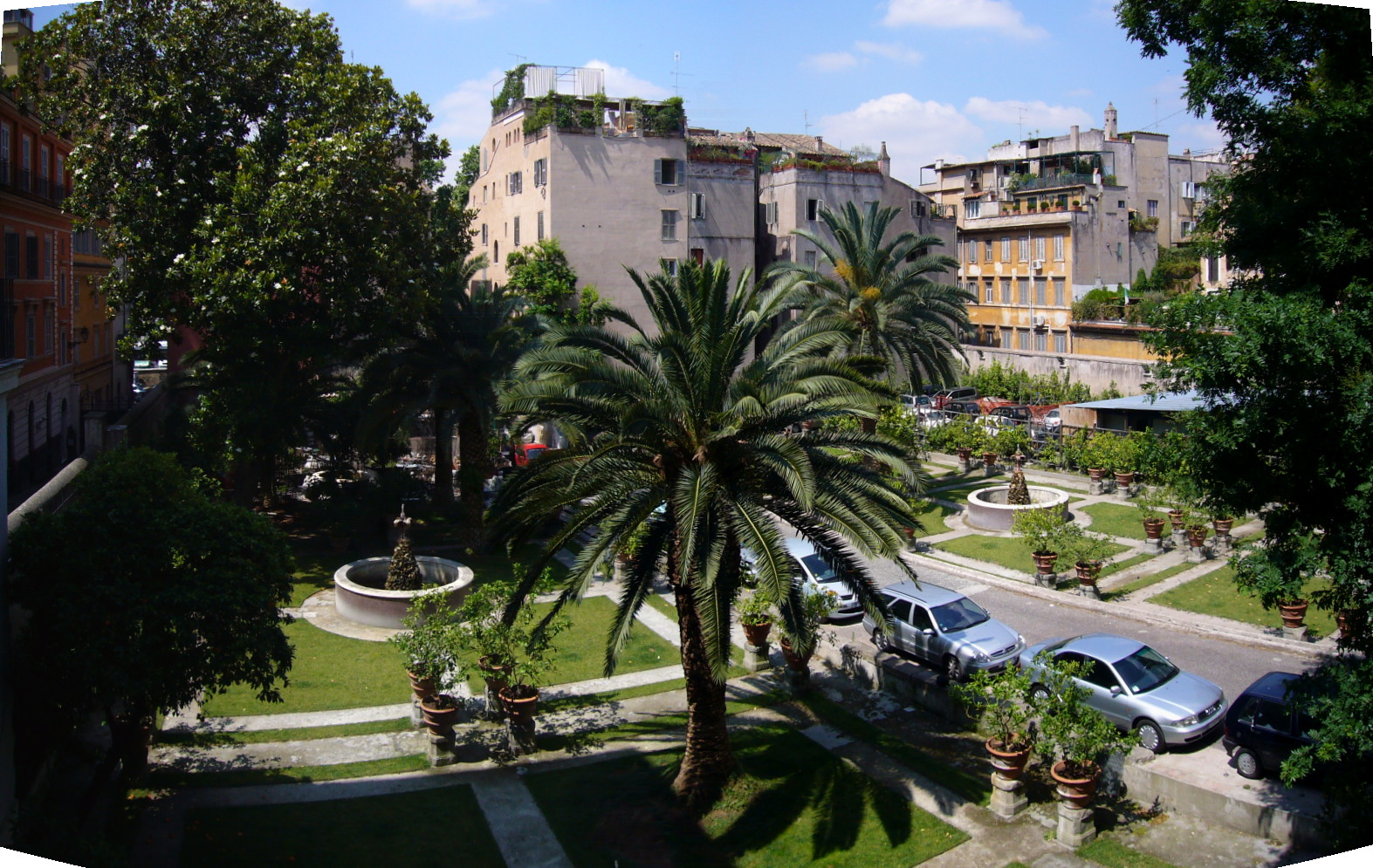
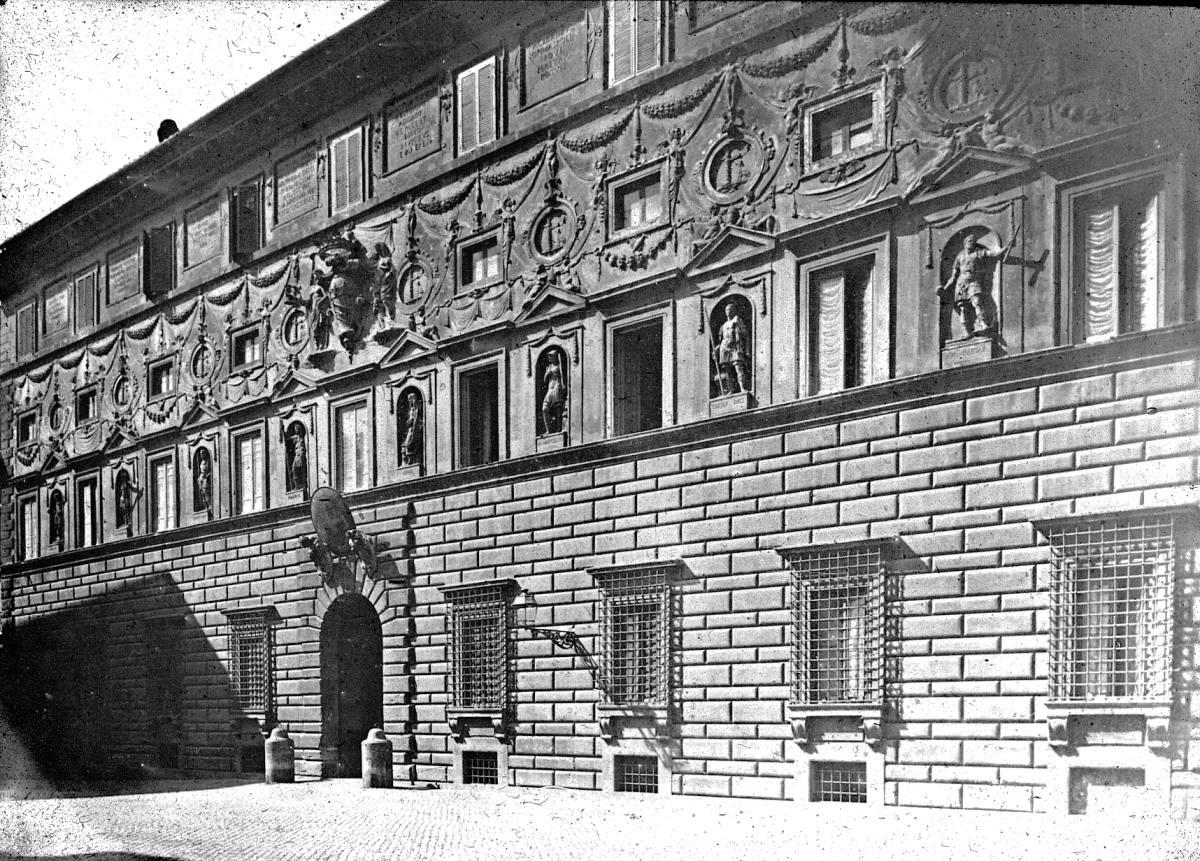